# Veresgyűrű som
A veresgyűrű som (Cornus sanguinea) a somvirágúak (Cornales) rendjébe és a somfélék (Cornaceae) családjába tartozó faj.

## Előfordulása
A veresgyűrű som csaknem egész Európa területén megtalálható. A mérsékelt övi Ázsiában, a következő országokban őshonos: Azerbajdzsán, Grúzia, Örményország, Oroszország, Törökország, Irak, Irán, Libanon és Szíria

## Alfajai
- Cornus sanguinea subsp. australis (C.A.Mey.) Jáv.
- Cornus sanguinea subsp. cilicica (Wangerin) D.F.Chamb.
- Cornus sanguinea subsp. hungarica (Kárpáti) Soó
- Cornus sanguinea subsp. sanguinea L.

## Megjelenése
A veresgyűrű som 2-4 méter magas, terjedő tövű cserje, vesszőszerűen felálló, részben visszahajló ágakkal. A kéreg hossz- és keresztirányú repedésekkel kis mezőkre tagolódik, kellemetlen szagú. Vesszői rányomottan rövid szőrösek, fényes vörösek vagy vörösbarnák, később lekopaszodók és olajbarna színűek. A levelek átellenes állásúak, rövid szőrös nyelük 10 milliméter hosszú, felül csatornásan bemélyed, a levelek tojás alakúak vagy elliptikusak, válluk kerek, csúcsuk kihegyezett, 8-10 centiméter hosszúak, felül olajzöldek, fonákjukon fénytelen és laza, bodros szőrösek. Fehér virágai lapos állernyőkben nyílnak, termése kékesfekete és enyhén mérgező (egyeseknél hányást okozhat); míg a leveleiből a nedvek bőrirritációhoz vezethetnek.

## Életmódja
A veresgyűrű som aljnövényként világos, nyirkos lomblevelű és elegyes erdőkben, cserjésekben, lápokon, de száraz lejtőkön, karsztbokorerdőkben is nő. A laza, mészben gazdag talajokat kedveli. A síkságoktól 1200 méter magasságig felhatol. A virágzási ideje május–június között van.

## Képek

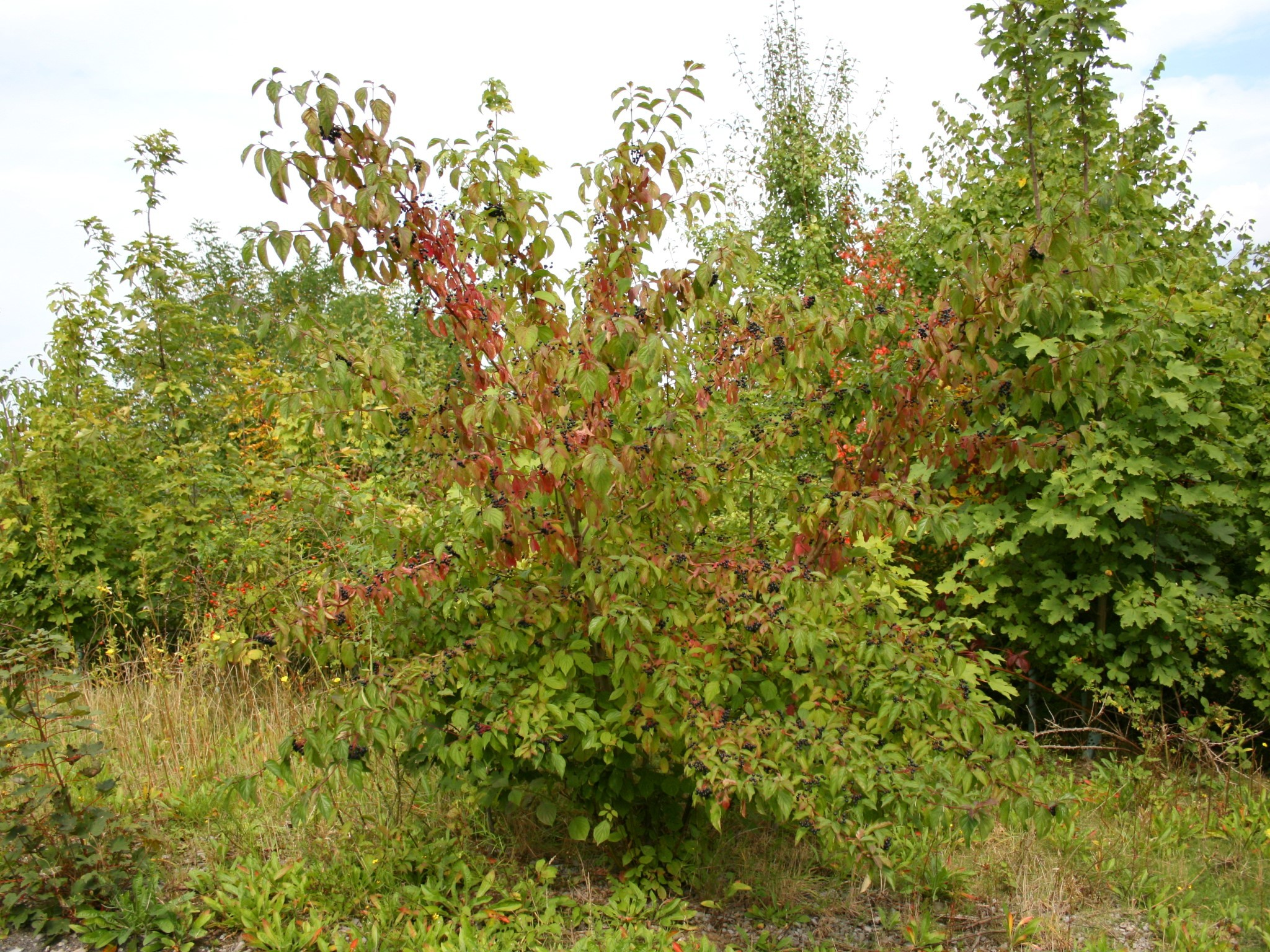
A növény
Levelei
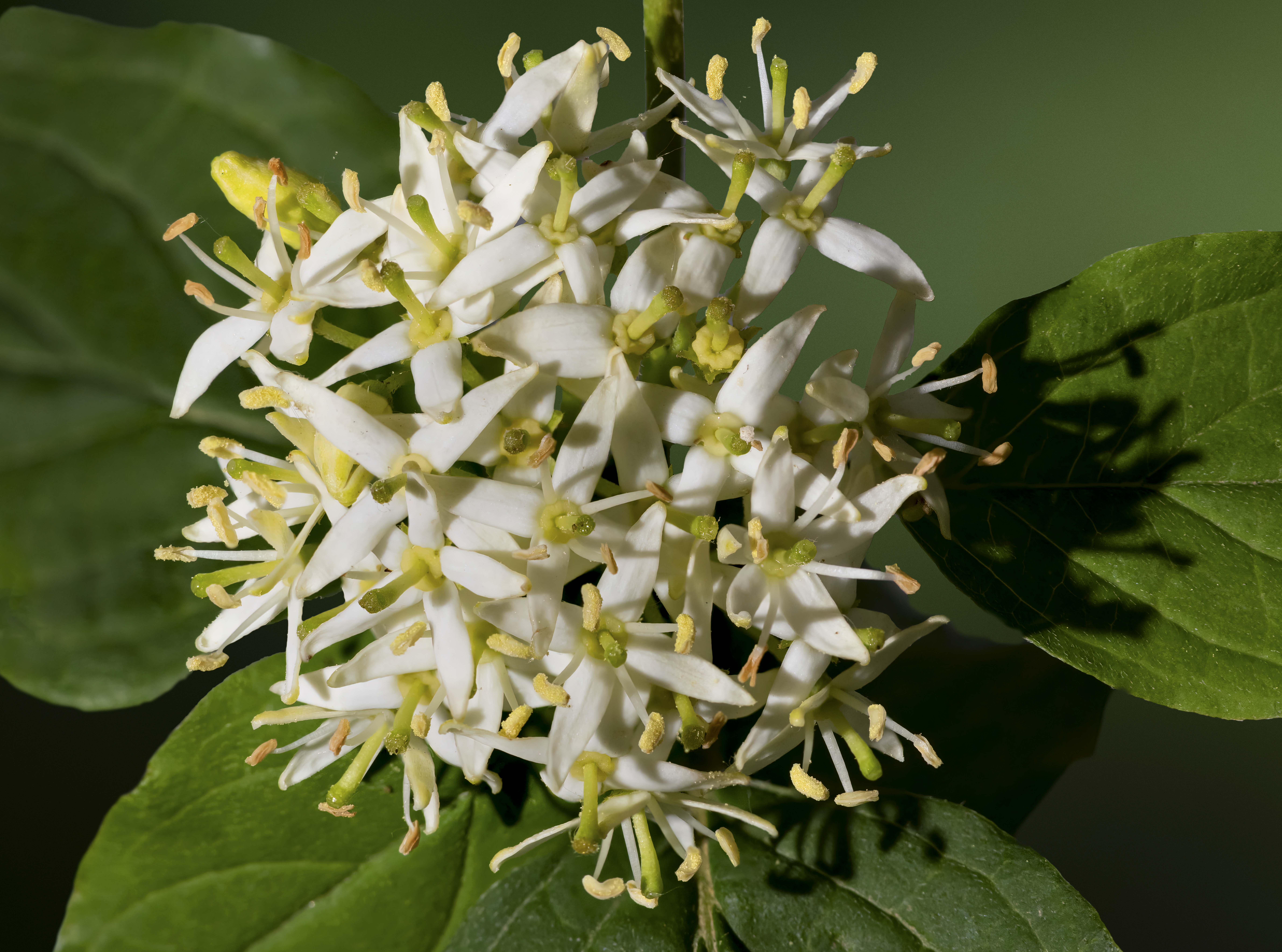
A virágzata
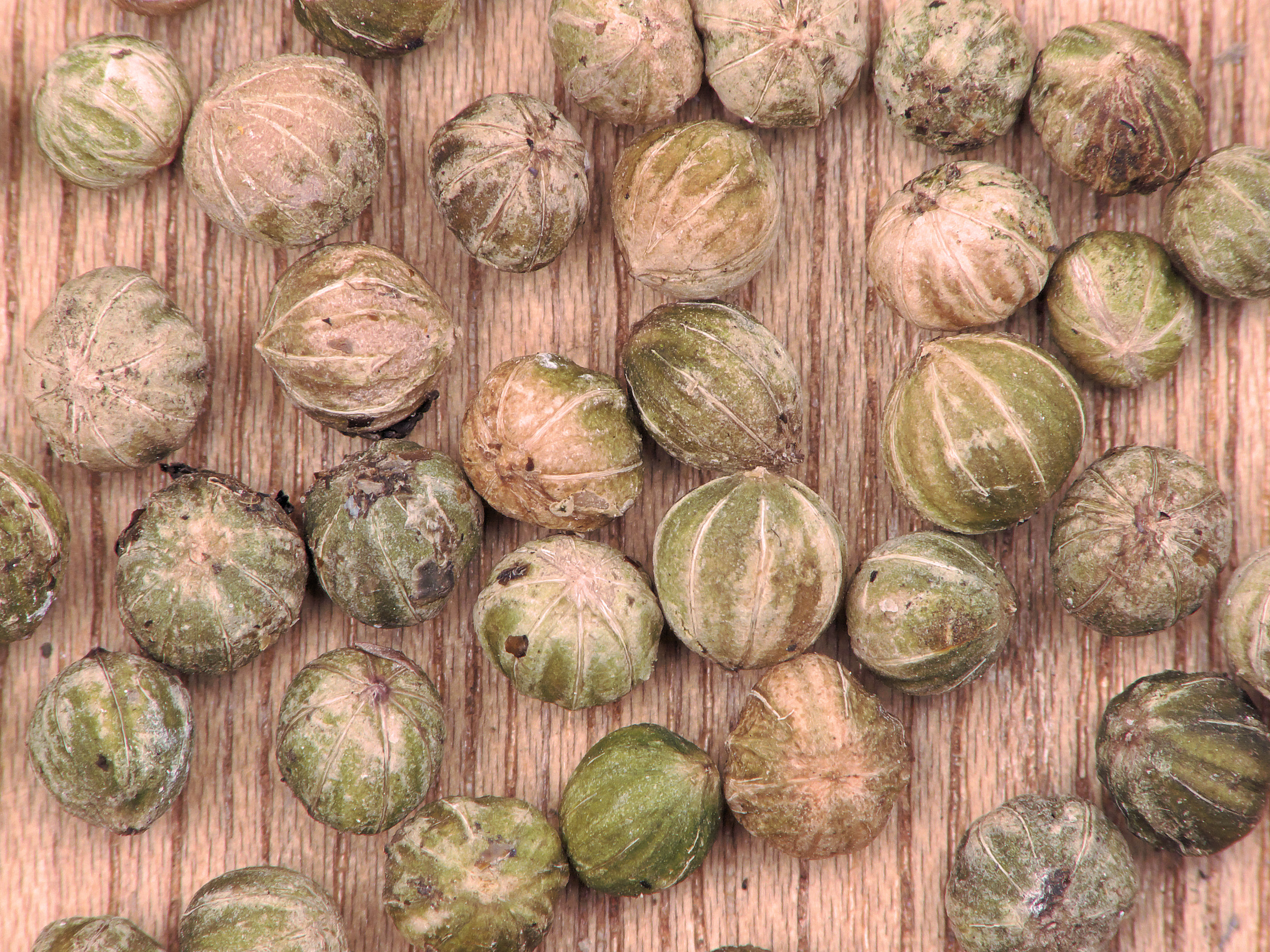
Magjai
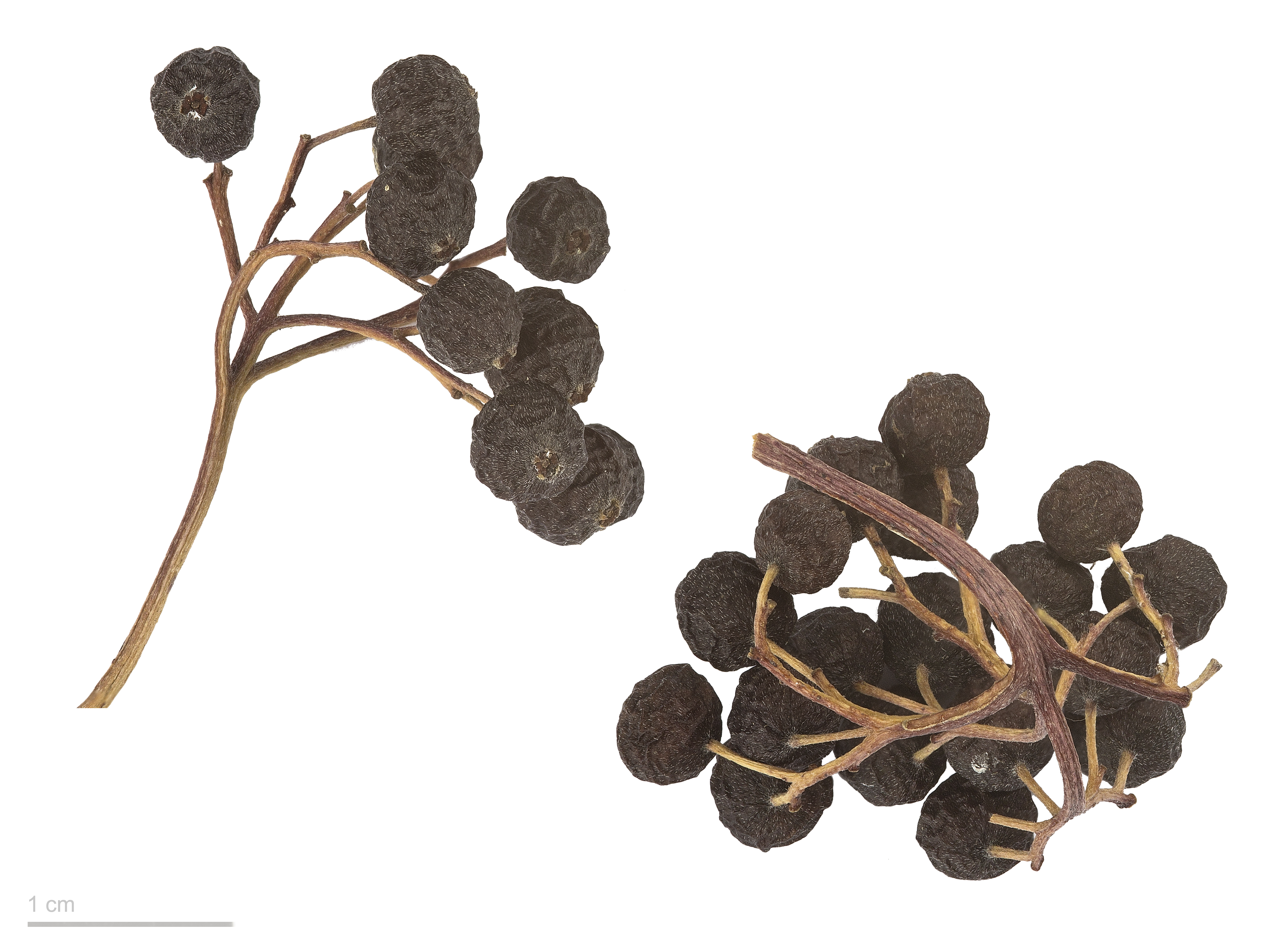
Termései és magvai
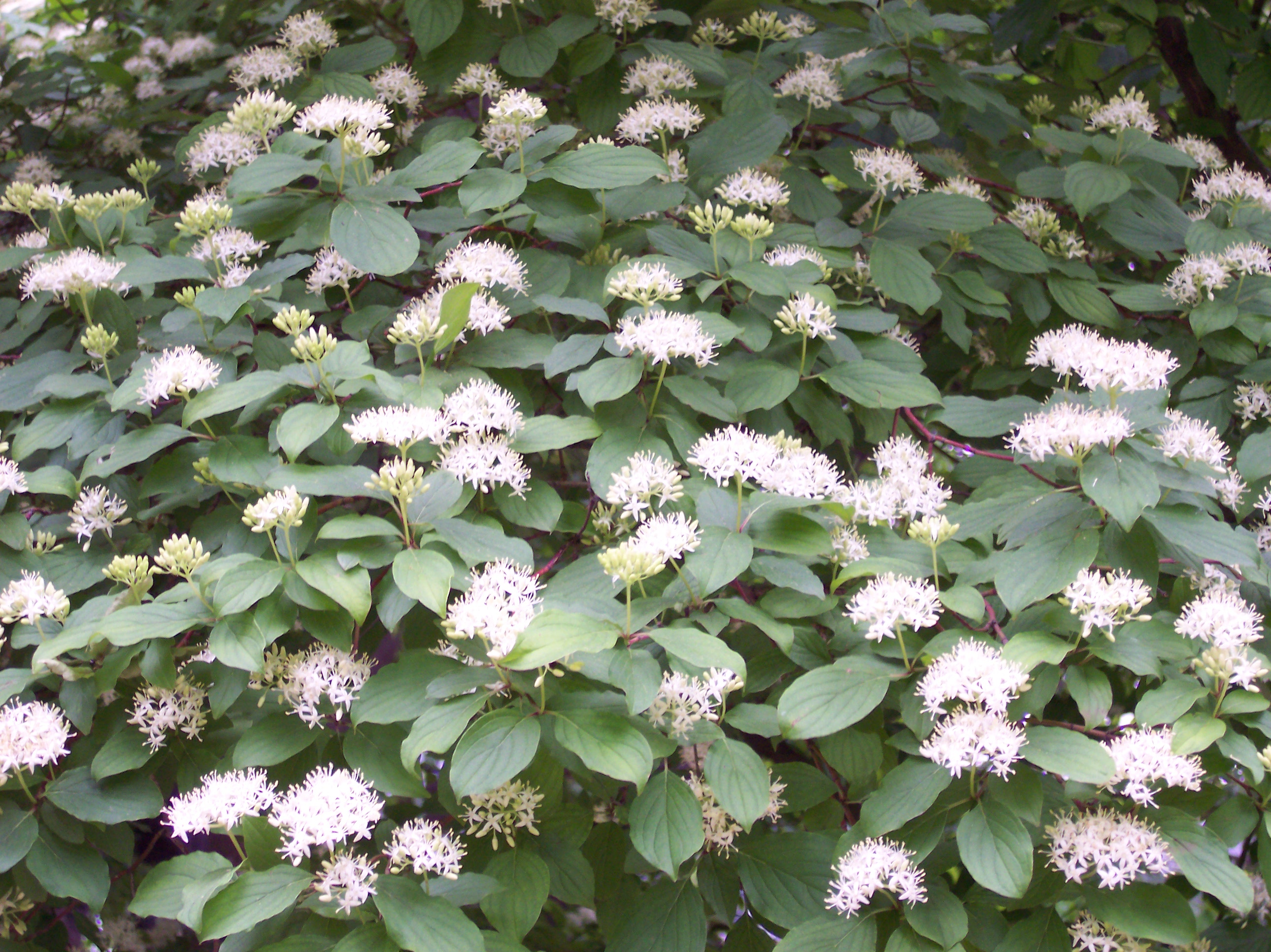
Telepe
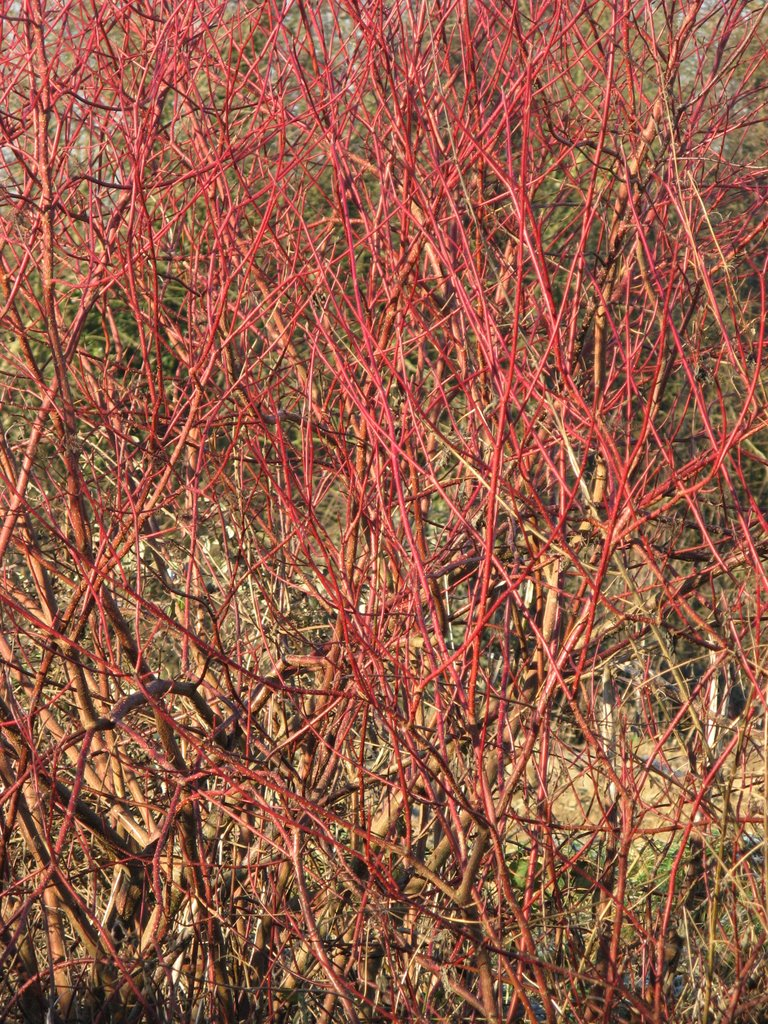
Télen az ágai
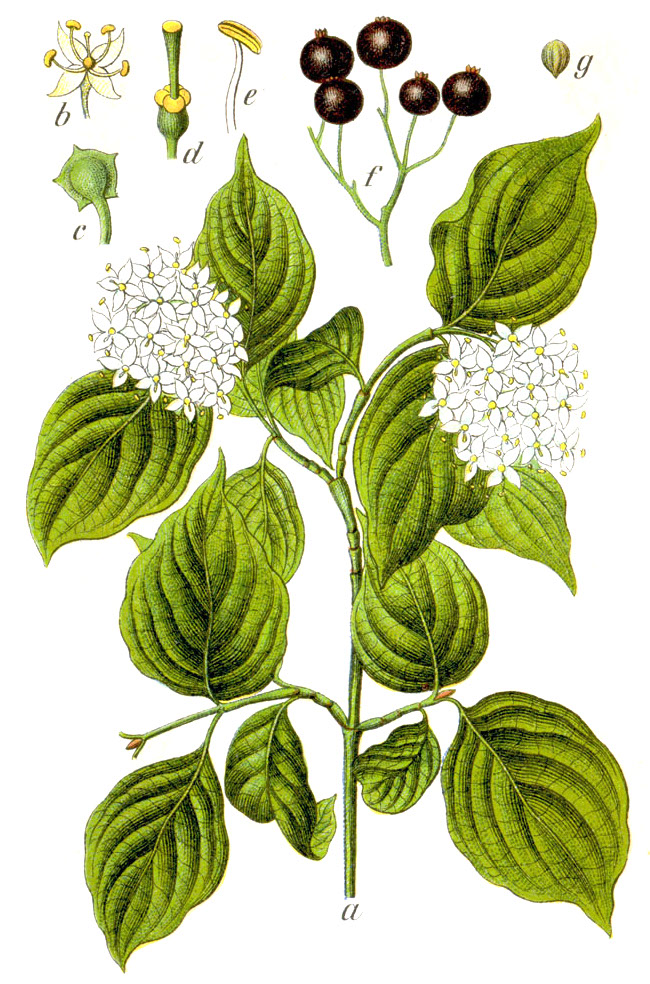
Rajz a növényről